# Afonso Claudio (tiểu vùng)
Afonso Claudio là một tiểu vùng thuộc bang Espírito Santo, Brasil. Tiều vùng này có diện tích 3818 km², dân số năm 2007 là 124531 người.